# Leaving Neverland
Leaving Neverland ist ein zweiteiliger Dokumentarfilm von Dan Reed, der am 25. Januar 2019 auf dem Sundance Film Festival 2019 Premiere hatte. Im Mittelpunkt des Films steht der von zwei heute erwachsenen Protagonisten erhobene Vorwurf des sexuellen Kindesmissbrauchs gegen Michael Jackson. Sie und ihre Angehörigen schildern, wie sich ihre Beziehung zu dem US-amerikanischen Superstar entwickelte, er ihre Karriere förderte und die behaupteten Übergriffe ihr späteres Leben beeinträchtigten. 
Die Behauptungen im Film wurden von Angehörigen und einstigen Freunden Jacksons stark kritisiert und riefen starken Widerspruch hervor. Es wurde kritisiert, dass die beiden Protagonisten zuvor unter Eid ausgesagt hatten, dass Jackson ihnen nie etwas angetan habe und dass es keine unabhängigen Beweise für ihre Behauptungen gebe.
Im deutschsprachigen Raum wurde der Film am 6. April 2019 auf ProSieben und auf SRF zwei gezeigt.

## Handlung / Inhalt
Im ersten Teil erzählen der 36-jährige Choreograf Wade Robson und der 40-jährige James Safechuck in Interviewszenen, wie sie unabhängig voneinander Michael Jackson kennenlernten und für eine Zeit lang Teil seines Lebens wurden. Auch ihre Angehörigen kommen zu Wort und schildern die Geschehnisse aus ihrer Sicht. Safechuck spielte 1987 in einem Werbefilm mit Jackson, als er zehn Jahre alt war. Robson aus Brisbane war fünf Jahre alt, als er 1987 bei einem Tanzwettbewerb in Australien ein Treffen mit dem Sänger gewann. Beide Jungen werden von dem Popstar eingeladen, Zeit mit ihm zu verbringen. Sie sind begeistert davon, dass der Weltstar ihr Freund sein möchte, und auch ihre Familien sind tief beeindruckt, ihm so nah zu sein und an seinem Leben teilhaben zu dürfen.
Die Interviews werden durch Aussagen von Familienangehörigen und Ehepartnern ergänzt. In diesem Zusammenhang wird auch immer wieder die Frage aufgeworfen, warum die Eltern einwilligten, ihre Kinder mit einem Mann allein zu lassen, den sie nicht wirklich kannten, und sie ihre Söhne unbeaufsichtigt im selben Raum mit dem Mann schlafen ließen.
Der zweite Teil zeigt die Gerichtsprozesse gegen Jackson, beginnend 1993 mit dem Fall des 13-jährigen Jordan Chandler, der behauptete, der Sänger habe ihn sexuell missbraucht, als er auf dessen Ranch übernachtete. Zudem zeigt die zweite Hälfte, wie Robson und Safechuck erst Jahre nach den Geschehnissen zu der Erkenntnis kamen, traumatisiert zu sein.
Sowohl Safechuck als auch Robson berichten im Film, dass sie auf Jacksons Neverland-Ranch bei zahlreichen Gelegenheiten missbraucht worden seien und dass Jackson „Alarm“ ausgelöst habe, wenn sich Dritte näherten, worauf sich die Jungs anziehen mussten. Beide Männer behaupten, der Missbrauch sei mit zunehmendem Alter noch schlimmer geworden. Ihre Aussagen werden im Film mit Liebesbriefen und Audiobotschaften unterstützt, die Jackson an die Jungen schickte. Im Film werden auch Details einer Schein-Hochzeitszeremonie zwischen dem damals neunjährigen Safechuck und dem Pop-Sänger geschildert. Safechuck sagt, er habe dabei eine Hochzeitsurkunde und einen Ring als Symbol für „ihre unsterbliche Liebe“ erhalten.
Während der mutmaßlichen Missbrauchsjahre, in Robsons Fall zwischen seinem siebten und 14. Lebensjahr, soll Jackson den beiden Jungen wiederholt gesagt haben, dass sie nichts von den Geschehnissen in seinem Haus verraten dürften. Wenn doch, würden sowohl er als auch die Jungen zu einer lebenslänglichen Gefängnisstrafe verurteilt werden. Ihre Loyalität gegenüber Jackson soll ihnen das Gefühl gegeben haben, sich nicht offenbaren zu können. So sollen die Jungen gegenüber ihren Eltern, ihren zukünftigen Ehefrauen und auch im Gerichtssaal gelogen haben.

## Hintergrund

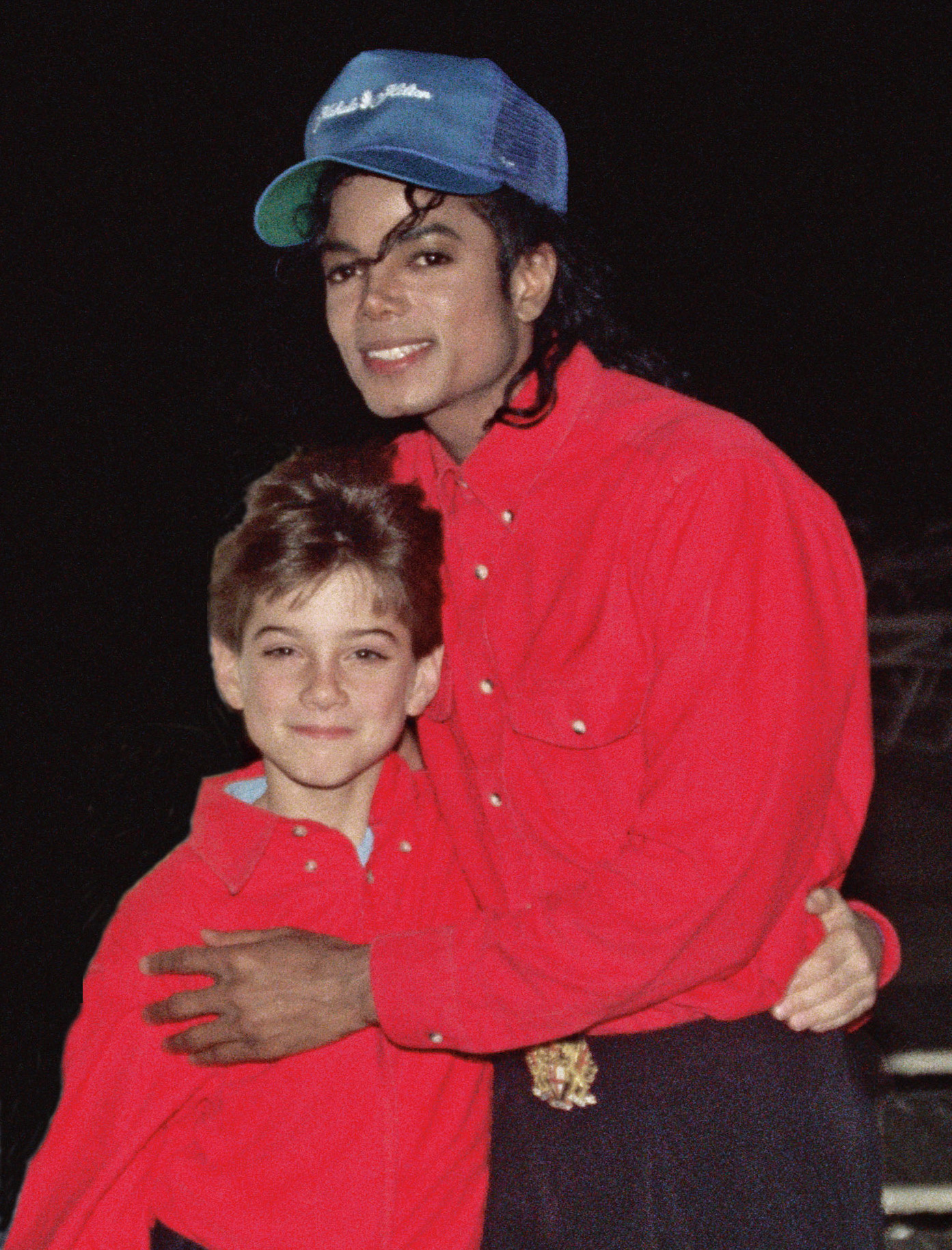
Michael Jackson mit Jimmy Safechuck, dem Jungen aus der Pepsi-Werbung

Wade Robson sagte bei einer späteren Gerichtsverhandlung unter Eid aus, dass Jackson sich ihm niemals unangemessen genähert habe. Später nahm er diese Aussage zurück und berichtete von jahrelangen sexuellen Übergriffen. Jackson wurde 2003 wegen Kindesmissbrauchs angeklagt, jedoch nach einem langen Gerichtsprozess am 13. Juni 2005 in allen Anklagepunkten freigesprochen. Nach Jacksons Tod im Jahr 2009 erhoben sowohl Robson als auch Safechuck Zivilklagen gegen Jackson Estate. Im Jahr 2017 wies ein Richter die Klagen ab und argumentierte, dass das Jackson Estate nicht für das Verhalten des Sängers haftbar gemacht werden könne.
Safechuck nennt als einen der Orte, an denen er bis 1992 sexuell missbraucht worden sei, den Bahnhof Neverland, der aber erst 1994 gebaut wurde. Regisseur Reed erklärte dazu, dass der Missbrauch falsch datiert sei. In protokollierten Vernehmungen hatte Robsons Mutter bis 2016 ausgesagt, er sei bis 1993 nie allein mit Jackson auf Neverland gewesen. Robson selbst hatte bis 2012 auch in mehreren Interviews wiederholt, dass Jackson ihn nie angefasst habe.

## Produktion
Regie führte Dan Reed.
Der Film wurde am 25. Januar 2019 im Rahmen des Sundance Film Festivals erstmals gezeigt. Aufgrund der Androhung von Protesten durch Fans von Michael Jackson gab es vor dem dortigen Egyptian Theatre am Tag der Premiere ein Großaufgebot der Polizei. Letztlich fanden sich nur einige Protestler ein, die Schilder mit Aufschriften wie „Seek Truth“ und „Innocent“ präsentierten. Dennoch patrouillierten Polizisten mit Sprengstoffspürhunden in der Gegend. Mitte Februar 2019 wurde ein erster Trailer vorgestellt. Am 3. März 2019 wurde die erste Hälfte von Leaving Neverland bei HBO und auf Channel 4 gezeigt, am folgenden Tag der zweite Teil. Oprah Winfrey lud nach der Ausstrahlung Regisseur Dan Reed, Robson und Safechuck zu einem Interview ein.
Im deutschsprachigen Raum lief der Film am 6. April 2019 auf ProSieben in der Hauptsendezeit, auf SRF zwei spätabends. In der SRF-Mediathek ist der Film zwei Wochen lang verfügbar, dieser ist dort auch tagesüber verfügbar, da der Film ab 12 Jahre freigegeben ist (Art. 5 RTVG). Nach der Ankündigung des Senders, Leaving Neverland zeigen zu wollen, sorgte dies im Netz für Entrüstung und hitzige Diskussionen, woraufhin ProSieben bekanntgab, vor dem um 20.15 Uhr startenden Dokumentarfilm ein eigenproduziertes Special zu zeigen, das helfen soll, den Film einzuordnen und zu ergänzen. ProSieben-Chefredakteur Stefan Vaupel gab dazu bekannt: „In unserem ProSieben-Spezial stellen wir Fragen, die die Dokumentation nicht stellt, und setzen uns mit den bedeutendsten Momenten im Leben des Superstars auseinander. Zudem gehen wir der Frage nach, wie die neuen Vorwürfe den Blick auf das Gesamtwerk von Michael Jackson verändern. Das hilft, die besondere Dokumentation ‚Leaving Neverland‘ einzuordnen.“

## Rezeption

### Kritiken
Der Film erhielt bislang von 98 Prozent der Kritiker bei Rotten Tomatoes eine positive Bewertung und hierbei durchschnittlich 8 von möglichen 10 Punkten.
Owen Gleiberman von Variety beschreibt Leaving Neverland als überwältigend kraftvoll, überzeugend und mächtiger als alles, was man bislang zu diesem Thema gesehen habe, angefangen bei einem ausführlichen Artikel in Vanity Fair aus dem Jahr 1993. Dan Reed zwinge einen dazu, sich der Realität zu stellen, dass das größte Pop-Genie seit den Beatles unter seinem Talent ein Monster war. Leaving Neverland sei kein Thriller, aber unbestreitbar eine Art wahrer Horrorfilm. Gleiberman stellt die Frage, wie ein vernünftiger Elternteil dem Arrangement, nach dem die Jungs für Spieltermine zu ihm kommen und das Bett mit ihm teilen durften, zustimmen konnte, doch ohne sie vom Haken zu lassen, zeige Leaving Neverland, wie sich die Eltern unter dem Bann von Jackson befanden und von dessen Berühmtheit erdrückt wurden. Dass die Kinder dies geschehen ließen, werde im Film mit einer Art Liebe erklärt, die sie ihm gegenüber verspürten, weshalb sie alles getan hätten, was nötig war, ihn zu erfreuen. So fange der Film eines der größten Übel sexuellen Kindesmissbrauchs ein, nämlich dass die Opfer ihn zu dieser Zeit möglicherweise nicht als „falsch“ erleben.
David Fear von Rolling Stone ergänzt, der Film zeigt auch, wie sexueller Missbrauch Narben auf der Psyche hinterlasse, dass Ruhm verführerisch genug sein kann, insbesondere in Bezug auf die Eltern, moralische Kompasse zu verzerren, und wie kompliziert es sein kann, wenn man von jemandem verletzt wird, den man liebt. Marcus Schuler sagt in einem Gespräch mit Deutschlandfunk Kultur, dass es vor allem interessant sei, wie Reed am Beispiel von Jackson „die Masche eines Pädophilen“ aufdeckt und zeige, wie dieser zwei Familien auseinandergerissen habe, eine Masche, die genauso gut für den Nachbarn von Nebenan oder den „netten Onkel“ gelten könne.
Nina Rehfeld von Spiegel Online verweist in ihrer Kritik auf eine Aussage in der New York Times, nach der die Geschichte des Michael Jackson die längste Zeit von Jackson selbst geschrieben wurde, in der er als Philanthrop, Pazifist und Kinderfreund dargestellt wurde. Jetzt werde diese Geschichte aus einer anderen Perspektive dargeboten, was fraglos ein Zeichen des „MeToo“-Zeitalters sei, so Rehfeld: „Leaving Neverland ist die Geschichte eines labilen Egomanen, der sich in einer Kinderrolle inszeniert, die in keinem Verhältnis zu seinem Einfluss und seinem Alter steht; der in dieser Rolle jungen Kindern Sex als Liebesbeweis verkauft; der seinen Opfern Geheimhaltung einschärft; der sie, sobald sie die Pubertät erreichen, gegen neue, jüngere austauscht. Und der sich einen Dreck darum schert, dass er Familien bezirzt, auseinanderreißt, benutzt, wegwirft.“ Weiter verweist Rehfeld auf die in den US-Medien diskutierte Frage, wie mit einem weiteren „monströsen Genie“ umzugehen sei, eine Frage, die die Kulturwelt schon im Hinblick auf Figuren wie Charles Dickens, Pablo Picasso, James Brown und Roman Polański gequält habe: „Kann man die Kunst Jacksons, der die Popmusik formte wie kaum ein Zweiter, getrennt vom Künstler betrachten? Muss man, sofern das überhaupt möglich ist, abschwören von allem, was Jackson schuf? Oder muss man sich vielmehr die beunruhigende Vielschichtigkeit dieser Story vergegenwärtigen?“
Marietta Steinhart von Zeit Online merkt an, nach vier Stunden, wenn der Film zu Ende ist, sei es fast unmöglich, sich nicht betroffen zu fühlen, so kraftvoll und belastend seien die Berichte, die der Regisseur hier vorlegt.
Owen Gleiberman von Variety erklärt zum Aufbau des Films, die zweite Hälfte von Leaving Neverland, die sich hauptsächlich der Frage widmet, wie Robson und Safechuck erst nach Jacksons Tod verstanden, dass sie traumatisiert sind, sei wesentlicher Grund, warum der Film so wichtig sei. Es gebe jedoch auch ein Element von Leaving Neverland, das weitgehend unbeleuchtet bleibe: „Was war mit Michael Jackson selbst los? Es bleibt an uns, zu spekulieren, was ihn zum Täter gemacht hat.“

### Zweifel und Kritik an den Vorwürfen
Im Januar 2019 veröffentlichte Jacksons Nachlassverwaltungs-Firma Jackson Estate eine Stellungnahme, in der der Film und die darin genannten Vorwürfe scharf kritisiert wurden. Es wurde darauf hingewiesen, dass die beiden Hauptdarsteller 2005 unter Eid ausgesagt hatten, dass Jackson ihnen nie etwas angetan habe, und dass es keinen unabhängigen Beweis für ihre Aussagen gebe. Im Februar 2019 wurde von Jackson Estate Klage über 100 Millionen Dollar gegen HBO eingereicht. Zahlreiche einstige Freunde von Jackson, die seit ihrer Kindheit mit ihm befreundet waren und die im Film teilweise ebenfalls als Missbrauchsopfer Jacksons bezeichnet wurden, darunter Brett Barnes, Macaulay Culkin, Aaron Carter und Corey Feldman, verteidigten Jackson gegen die Vorwürfe öffentlich und bestritten, von ihm je missbraucht oder unangemessen behandelt worden zu sein. Auch Robson selbst hatte Jackson zuvor, etwa während des Gerichtsprozesses um angeblichen Missbrauch 2005, wiederholt öffentlich verteidigt und behauptet, er habe ihm nie etwas angetan. Widersprüchlich sind auch ältere protokollierte Aussagen von Wade Robsons Mutter, die bis 2016 mehrfach aussagte, ihr Sohn sei bis 1993 nie allein mit Jackson auf Neverland gewesen. Nachweislich fehlerhaft sind im Film geschilderte Details des angeblichen Missbrauchs, da Orts- und Zeitangaben nicht übereinstimmen können. Zudem wurde kritisiert, dass Robson und Safechuck möglicherweise auch finanzielle Motive für die Mitwirkung in dem Film haben: Beide versuchen nach Jacksons Tod, dessen Plattenfirma auf Schmerzensgeld zu verklagen. Forbes wies zudem auf ein weiteres mögliches persönliches Motiv für Robson hin: 2011 versuchte Robson erfolglos, bei der neuen Michael Jackson/Cirque-du-Soleil-Produktion ONE den Regisseursjob zu bekommen. 2012 erlitt Robson einen Nervenzusammenbruch, der, wie er sagte, durch ein obsessives Streben nach Erfolg ausgelöst wurde. Seine Karriere begann, wie er es selbst sagte, „zu bröckeln“. Im selben Jahr versuchte er, ein Buch zu veröffentlichen, in dem er behauptete, er sei von Michael Jackson sexuell missbraucht worden. Es fand sich dafür jedoch kein Verlag.

### Sonstige Kritik
Auch die Art, sexuellen Missbrauch in einem Dokumentarfilm zu enthüllen, wurde von einigen Medien kritisiert, da derartige Dokumentarfilme vorverurteilen und eine Paralleljustiz in den Medien etablieren könnten. So sprach Spiegel Online von "Fernsehen als Paralleljustiz", sagte, "die alternative Gerichtsbarkeit von Netflix und Co. birgt Gefahren" und: "[...] was ist zum Beispiel, wenn die Filme keine neuen Ermittlungen auslösen, keine Gerichtsprozesse in Gang setzen, keine Justiz Recht spricht? Dann fällen die Zuschauer die Urteile - und die sind selten zugunsten der am Pranger Stehenden. Mit ihren Urteilen richten die Medienunternehmen - ohne dem Angeklagten die Möglichkeit der Verteidigung zu gewähren. Es entsteht eine Paralleljustiz, die möglicherweise gebraucht wird, um die Panzerungen der Mächtigen zu sprengen. Doch Netflix und Co. verfolgen ja nicht zuallererst aufklärerische, sondern kommerzielle Interessen. Gerade in der aufgeladenen Situation im Trump-Amerika, in dem rechtsstaatliche Institutionen immer stärker umkämpft werden und das Vertrauen in die Justiz sinkt, kann sich das fatal auswirken." Ein Artikel auf laut.de fragte: "Leaving Neverland - Doku oder Rufmord?" und sagte: "Heutzutage beeinflusst medialer Druck die Wahrheitsfindung und oft auch die Prozessführung enorm, so auch beim aktuellen Beispiel R. Kelly. Dass sich Medien beziehungsweise mediale Produktionen derart zum Scharfrichter aufschwingen, kann man verurteilen - zumal wenn sie so einseitig vorgehen wie "Leaving Neverland". Andererseits ist "Leaving Neverland" zweifellos ein Produkt der Post-Weinstein-Ära und der #metoo-Debatte. Im Rahmen dieser Auseinandersetzungen schärft sich auch die Wahrnehmung: manches, was man früher so hingenommen hat, kommt einem heute merkwürdig vor. So eben auch Jackos Umgang mit Kindern."

## Auszeichnungen
Critics’ Choice Documentary Awards 2019
- Nominierung als Bester Dokumentarfilm[31]

Eddie Awards 2020
- Nominierung in der Kategorie Bester Filmschnitt – Dokumentarfilm (Small Screen) (Jules Cornell)[32]

Primetime-Emmy-Verleihung 2019
- Auszeichnung in der Kategorie Documentary or Nonfiction Special (Dan Reed, Nancy Abraham und Lisa Heller)
- Nominierung in der Kategorie Directing for a Documentary/Nonfiction Program (Dan Reed)
- Nominierung in der Kategorie Sound Editing for Nonfiction Program (Ross Millership und Poppy Kavanagh)
- Nominierung in der Kategorie Sound Mixing for a Nonfiction Program (Matt Skilton und Marguerite Gaudin)
- Nominierung in der Kategorie Picture Editing for a Nonfiction Program (Jules Cornell)[33]

Producers Guild of America Awards 2020
- Auszeichnung in der Kategorie Producer of Non-Fiction Television[34]